# Madaí Pérez
Pour les articles homonymes, voir Pérez.
Madaí Pérez Carrillo, née le 2 février 1980 à Tlaxcala, est une athlète mexicaine.

## Carrière
Elle est médaillée d'argent du 3 000 mètres aux Championnats panaméricains juniors d'athlétisme 1999 à Tampa.
Onzième du marathon féminin aux championnats du monde d'athlétisme 2005 à Helsinki, elle remporte la médaille de bronze du 5 000 mètres des Jeux d'Amérique centrale et des Caraïbes de 2006 à Carthagène des Indes. 
Elle est 4e du marathon de Chicago 2006, 3e du marathon de Boston 2007, 18e du marathon féminin aux Jeux olympiques d'été de 2008 à Pékin et 9e du marathon de New York 2010.
Elle est médaillée d'argent du marathon des Jeux panaméricains de 2011 à Guadalajara, 7e du marathon féminin aux championnats du monde d'athlétisme 2013 à Moscou, 7e du marathon de Boston 2013, 32e du marathon féminin aux Jeux olympiques d'été de 2016 à Rio de Janeiro et 4e du marathon de Chicago 2017.
Elle remporte le marathon des Jeux d'Amérique centrale et des Caraïbes de 2018 à Barranquilla.